# 쑹자위안
쑹자위안(중국어: 宋佳媛, 병음: Sòng Jiāyuán, 한자음: 송가원, 1997년 9월 15일~)은 중화인민공화국의 육상 선수로 주 종목은 포환던지기이다. 2024년 하계 올림픽에서 여자 포환던지기 부문 동메달을 획득했다.